# Lotte Bergstrøm
Pour les articles homonymes, voir Bergstrøm.
Lotte Bergstrøm, née le 20 juin 1973, est une actrice et monteuse danoise.

## Biographie
Lotte Bergstrøm est diplômée de la Statens Teaterskole en 1999.
Elle travaille dans divers films et séries télévisées. Parmi ses rôles notables figurent ceux d'Eva dans la série Krøniken (da) et de Yasemin dans Rejseholdet (da).

## Filmographie partielle

### Comme actrice

#### Au cinéma
- 1996 : Den attende (da) : Pernille
- 2001 : En kærlighedshistorie : Michelle
- 2001 :  Trapper  (court métrage)
- 2003 :  En anden pige  : Lene (court métrage)
- 2003 :  Uro   : Camilla (court métrage)
- 2004 :  Mona, min elskede  : Mona (court métrage)
- 2005 :  Udenfor verden  (court métrage)
- 2005 :  Den nye lejer  (court métrage)
- 2005 : Mørke : Julie
- 2006 :  Lille mand  (court métrage)
- 2007 :  Noget for noget  : Maiken (court métrage)
- 2009 :  Bastarden   : Hannah (court métrage)
- 2014 :  Sig altid farvel i tide  (court métrage)
- 2015 : Familiens ære (da) : Janice
- 2018 :  Stay with me   : Dorthe (court métrage)
- 2022 :  Anna!  : Therapist (court métrage)
- 2023 : Synkefri (da) : Inga

#### À la télévision

##### Séries télévisées
- 2000 :  Pyrus i alletiders eventyr  : Møllerdatter (série télévisée, 2 épisodes)
- 2000-2003 : Rejseholdet (da) : Yasemin (série télévisée, 1 épisode)
- 2003-2006 : Krøniken (da) : Eva (série télévisée, 2 épisodes)
- 2004 : Ørnen (da)  (série télévisée, 1 épisode)
- 2009 : The Killing  : Læge (série télévisée, 1 épisode)
- 2024 :  Badehotellet  : Receptionist (série télévisée, 1 épisode)
- 2024 : Le Tueur de l'ombre  : Adams mor (série télévisée, 1 épisode)

### Comme monteuse
- 2014 :  Lukkede øjne  (court métrage)
- 2016 :  På høje tid  (court métrage)
- 2020 :  Livet mens vi dør
- 2023 :  Omvej  (court métrage)

## Récompenses et distinctions
- (en) Lotte Bergstrøm: Awards, sur l'Internet Movie Database